# Erhard Reuwich

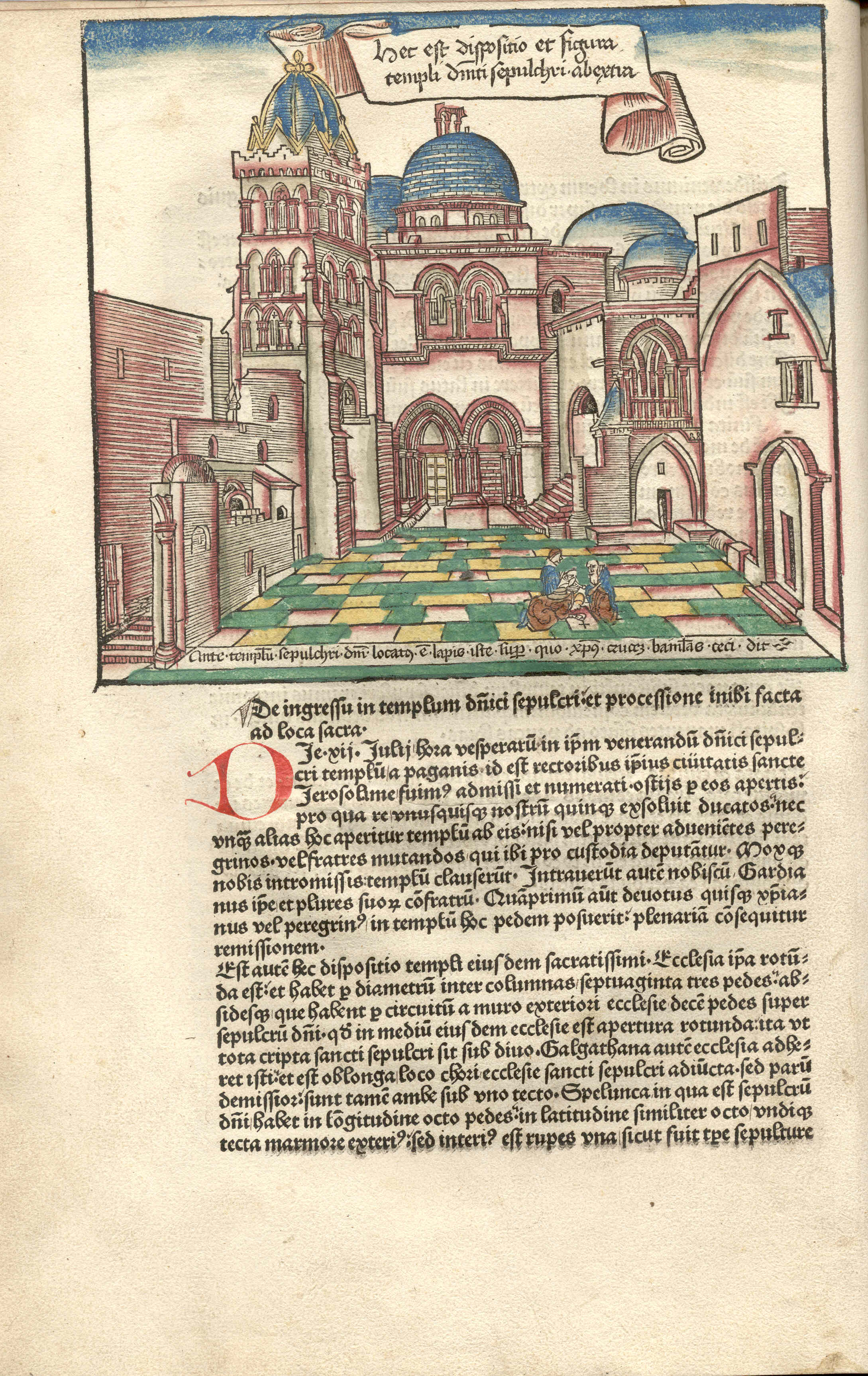
Stampa di Erhard Reuwich rappresentante la Basilica del Santo Sepolcro a Gerusalemme.

Erhard Reuwich (Utrecht, 1450 – Magonza, 1505) è stato un tipografo e incisore olandese.

## Biografia
Faceva parte di una famiglia di pittori originaria di Utrecht, e il padre è stato ricondotto alla figura di Hildebrand Reuwich, Decano della Corporazione di San Luca nel 1470. Viaggiò in pellegrinaggio verso Gerusalemme, avvenimento che diede vita alla sua opera più famosa, la Peregrinatio in Terram Sanctam. Alcuni studiosi e critici d'arte hanno suggerito che avl Reuwich potesse essere il Maestro del Libro di casa, ipotesi non ancora accettata a livello accademico. Più facilmente riconosciuta è invece la sua identificazione come Maestro del Libro della Ragione.